# Parafia Najświętszego Serca Pana Jezusa w Malinówce
Parafia Najświętszego Serca Pana Jezusa w Malinówce − parafia rzymskokatolicka, znajdująca się w archidiecezji przemyskiej, w dekanacie Krosno II.

## Historia
Malinówka była wzmiankowana już w początku XV wieku. W latach 1933–1939 zbudowano murowany kościół, według projektu arch. inż. Wacława Nowakowskiego. 6 stycznia 1934 roku ks. Jakub Jarosz dokonał poświęcenia kościoła pw. Najświętszego Serca Pana Jezusa.   
1 listopada 1936 roku dekretem bpa Franciszka Bardy została erygowana parafia, z wydzielonego terytorium parafii Kombornia. Podczas okupacji wojennej Malinówka wspomagała Seminarium Duchowne w Brzozowie.
Na terenie parafii jest 954 wiernych.
Proboszczowie parafii:
1936–1949. ks. Stefan Misiąg
1949–1954. ks. Stanisław Papczyński.
1954–1957. ks. prał. dr Michał Jastrzębski (administrator).
1957–?. ks. Stanisław Kostur (administrator).
1979–1997. ks. kan. Jan Gębala.
1997–2018. ks. Kazimierz Surowiec.
2018– nadal ks. Lesław Pelc.